# Publicidad interactiva
La publicidad interactiva consiste en el uso de medios interactivos para incentivar o influir en la decisión de compra de los consumidores. La publicidad interactiva se utiliza en Internet, en la televisión interactiva, teléfonos móviles y terminales adaptados.
Generalmente, publicidad interactiva es aquella que exige que el consumidor no sea un mero receptor pasivo de imágenes, texto, vídeo, sino que pase a un papel más activo y sea él el que desencadene la publicidad, elija entre varias opciones, solicite más información, etc. La publicidad interactiva permite al anunciante la capacidad de inmiscuir al consumidor en una experiencia más directa y personal que la publicidad convencional, estableciendo una comunicación bidireccional.
También se puede considerar como publicidad interactiva ciertas campañas de marketing viral. Esta técnica emplea material audiovisual normal(imágenes, textos, enlaces, animaciones, vídeos), pero incita, de alguna manera, al consumidor a enviarlo a otros consumidores, creando una "cadena" de correos electrónicos. Una ejemplo de campaña exitosa realizada con esta técnica (en España) fue la campaña de MTV "Amo a Laura"; o la realizada por el personaje ficticio Vladimir Karabatic para promocionar turísticamente la Región de Murcia, ambas premiadas en el Festival Iberoamericano de Publicidad (El Sol).

## Tipos de publicidad interactiva

### Publicidad interactiva en televisión
La implantación de los nuevos estándares de televisión, la TDT y la distribución de televisión por Internet ha posibilitado el inicio del desarrollo de la publicidad interactiva en el televisor.
En España, hasta el momento sólo Digital+, Vía Digital y TV3 han probado introducir formatos de publicidad interactiva en sus programaciones.

### Publicidad interactiva en Internet
Hasta hace poco la publicidad era unidireccional, ya que los medios convencionales sólo permiten una dirección: del medio al consumidor, siendo éste un mero espectador -receptor del mensaje-. Con la aparición de Internet y de las tecnologías interactivas, la comunicación tiene dos direcciones: emisor - receptor, receptor - emisor, emisor - emisor.
Las herramientas de publicidad en Internet nos permiten:
• Potenciar la imagen del producto.

• Generar clientes potenciales.

• Segmentar a los usuarios.

• Crear bases de datos.

• Conseguir tráfico hacia una Web.

• Ofrecer nuestros productos.

• Desarrollar promociones.

· Crear fidelidad hacia una marca. 

· Apoyar el lanzamiento de un producto. 

· Generar experiencias de consumo con un producto. 

· Comentar sobre un producto. 